# Восточнозенетские языки
Восточнозене́тские языки́ — языки и диалекты зенетской группы северноберберской ветви берберо-ливийской семьи, распространённые в Тунисе и в северо-западной Ливии. Область распространения восточнозенетских языков и диалектов представляет собой островные ареалы среди сплошной арабоязычной территории. Численность носителей — около 210 тыс. чел. Нефуса использует арабское письмо, остальные языки и диалекты бесписьменные, число говорящих на восточнозенетских языках постоянно сокращается (большинство носителей двуязычны, говорят также на арабском), организацией ЮНЕСКО рассматриваются как исчезающие (severely endangered).

## Классификация
Согласно справочнику языков мира Ethnologue в состав восточнозенетской подгруппы включается три языка:
- Вымерший язык сенед с диалектами тмагурт и собственно сенед, на котором говорили берберы в центральной части Туниса.
- Язык нефуса (с диалектом зуара), распространённый в северо-западной Ливии; к нефуса также относят группу берберских диалектов Туниса, объединяемых общим названием шильх (шильха): джерба (на острове Джерба), тамезрет, тауджут, зрауа (в округе Матмата), шенини и дуирет (в округе Южный Татавин)[2][4].
- Гхадамес — язык оазиса Гадамес на границе Ливии, Туниса и Алжира. В большинстве классификаций берберских языков гхадамес относят вместе с ауджила, сиуа и другими к восточноберберским языкам[5][6][7].

По классификации британского лингвиста Роджера Бленча (Roger Blench) восточнозенетский кластер включает диалекты сенед, тмагурт, джерба, тамезрет, тауджут, нефуса и зрауа.
В классификации афразийских языков, опубликованной в работе С. А. Бурлак и С. А. Старостина «Сравнительно-историческое языкознание» приводится четыре восточнозенетских языка: нефуса, зуара, сенед и джерба.
Относительно объединения восточнозенетских диалектов Ливии и Туниса у лингвистов нет единого мнения. В отличие от классификации, представленной в справочнике Ethnologue, голландский лингвист М. Коссманн (Maarten Kossmann) включает диалекты языка нефуса в Ливии и диалекты и языки Туниса в разные подгруппы, французский лингвист Л. Суаг (Lameen Souag) отмечает существенные различия в характеристиках диалектов Ливии и Туниса. По мнению А. Ю. Айхенвальд, ливийские диалекты нефуса по морфологии близки восточноберберским языкам.

## Ареал и численность
В Ливии выделяется два главных восточнозенетских ареала (на границе с Тунисом):
- В окрестностях города Зуара в муниципалитете Эн-Нугат-эль-Хумс на побережье Средиземного моря к западу от столицы Ливии — Триполи.
- В горах Нефуса на севере муниципалитетов Налут и Эль-Джабал-эль-Гарби.

В Тунисе выделяются четыре восточнозенетских ареала:
- В центральной части Туниса (к северо-западу от города Габес и к востоку от города Гафса) в округе Сенед — в городах Сенед и Маджура (Тмагурт). В настоящее время берберские диалекты этого региона вышли из употребления.
- В юго-восточной части Туниса в селениях Тамезрет, Тауджут и Зрауа (округ Матмата, вилайет Габес).
- В юго-восточной части Туниса в селениях Шенини и Дуирет (округ Южный Татавин, вилайет Татавин).
- На острове Джерба в городе Геллала, отчасти в Седуйкеше, Аджиме, Эль-Мае и других населённых пунктах.

Число говорящих по данным Ethnologue в Ливии — 184 тыс. чел., в Тунисе — 26 тыс. чел.